# Vòng loại Giải vô địch bóng đá thế giới 2018 – Khu vực châu Đại Dương (Vòng 1)
Vòng 1 của Vòng loại giải vô địch bóng đá thế giới 2018 khu vực châu Đại Dương (và cũng là vòng loại cúp bóng đá châu Đại Dương 2016) diễn ra từ ngày 31 tháng 8 đến ngày 8 tháng 9 năm 2015.

## Thể thức
Ở vòng đấu này, 4 đội xếp hạng kém nhất được OFC công bố vào tháng 4 năm 2014 - sẽ thi đấu vòng tròn tính điểm theo thể thức sân nhà - sân khách, thi đấu ở mỗi địa điểm khác nhau.
Đội thắng cuộc ở vòng đấu này sẽ giành quyền tham dự cúp bóng đá châu Đại Dương 2016, diễn ra từ ngày 5 tháng 10 năm 2015 đến ngày 7 tháng 6 năm 2016, để hội nhập với 7 đội còn lại vào thẳng vòng bảng. 4 đội vượt qua vòng bảng ở giải đấu này sẽ giành quyền vào vòng đấu cuối cùng để giành suất dự World Cup 2018.

## Các đội tham dự
4 đội dưới đây sẽ phải tham dự vòng sơ loại:
- Samoa thuộc Mỹ
- Quần đảo Cook
- Samoa
- Tonga

## Bảng xếp hạng chung cuộc
| Tiêu chí xếp hạng vòng loại Giải vô địch bóng đá thế giới 2018 |
| --- |
| Với thể thức sân nhà và sân khách, việc xếp hạng các đội trong mỗi bảng được dựa trên các tiêu chí sau đây (quy định các Điều 20.6 và 20.7): 1. Điểm số (3 điểm cho 1 trận thắng, 1 điểm cho 1 trận hòa, 0 điểm cho 1 trận thua) 2. Hiệu số bàn thắng thua 3. Số bàn thắng 4. Điểm số trong trận đấu giữa các đội 5. Hiệu số bàn thắng thua trong trận đấu giữa các đội 6. Số bàn thắng ghi được trong trận đấu giữa các đội 7. Số bàn thắng sân khách ghi được trong các trận đấu giữa các đội 8. Trận play-off trên sân trung lập (nếu được chấp thuận bởi FIFA), với hiệp phụ và đá sút luân lưu nếu cần |

| VT | Đội            | ST | T | H | B | BT | BB | HS | Đ | Giành quyền tham dự                                    |     |     |     |     |   |
| -- | -------------- | -- | - | - | - | -- | -- | -- | - | ------------------------------------------------------ | --- | --- | --- | --- | - |
| 1  | Samoa          | 3  | 2 | 0 | 1 | 6  | 3  | +3 | 6 | Giành quyền vào Cúp bóng đá châu Đại Dương 2016/Vòng 2 |     | —   | 3–2 | —   | — |
| 2  | Samoa thuộc Mỹ | 3  | 2 | 0 | 1 | 6  | 4  | +2 | 6 |                                                        |     | —   | —   | 2–0 | — |
| 3  | Quần đảo Cook  | 3  | 2 | 0 | 1 | 4  | 2  | +2 | 6 |                                                        | 1–0 | —   | —   | —   |   |
| 4  | Tonga (H)      | 3  | 0 | 0 | 3 | 1  | 8  | −7 | 0 |                                                        | 0–3 | 1–2 | 0–3 | —   |   |

## Các trận đấu
Lịch thi đấu đã được xác định tại một cuộc họp ở Auckland, New Zealand. Tất cả các trận đấu tính theo giờ địa phương UTC+13.
| Tonga | 0–3                            | Quần đảo Cook         |
| ----- | ------------------------------ | --------------------- |
|       | Chi tiết (FIFA) Chi tiết (OFC) | Saghabi 38', 53', 60' |

| Samoa                                           | 3–2                            | Samoa thuộc Mỹ     |
| ----------------------------------------------- | ------------------------------ | ------------------ |
| Fa'aiuaso 4' · Hamilton-Pama 18' · Mobberly 26' | Chi tiết (FIFA) Chi tiết (OFC) | Beauchamp 38', 86' |

| Quần đảo Cook | 1–0                            | Samoa |
| ------------- | ------------------------------ | ----- |
| Saghabi 39'   | Chi tiết (FIFA) Chi tiết (OFC) |       |

| Tonga          | 1–2                            | Samoa thuộc Mỹ         |
| -------------- | ------------------------------ | ---------------------- |
| S. Uhatahi 47' | Chi tiết (FIFA) Chi tiết (OFC) | J. Manao 49' · Ott 51' |

| Tonga | 0–3                            | Samoa                       |
| ----- | ------------------------------ | --------------------------- |
|       | Chi tiết (FIFA) Chi tiết (OFC) | Mobberly 9' · Hall 22', 77' |

| Samoa thuộc Mỹ              | 2–0                            | Quần đảo Cook |
| --------------------------- | ------------------------------ | ------------- |
| Mitchell 58' · J. Manao 67' | Chi tiết (FIFA) Chi tiết (OFC) |               |

## Danh sách cầu thủ ghi bàn
4 bàn
- Taylor Saghabi

2 bàn
- Demetrius Beauchamp
- Justin Manao
- Johnny Hall
- Andrew Mobberly

1 bàn
- Ryan Aloali'i Mitchell
- Ramin Ott
- Desmond Fa'aiuaso
- Faitalia Hamilton-Pama
- Sione Uhatahi